# Георгсдорф
Георгсдорф (нем. Georgsdorf) — община в Германии, в земле Нижняя Саксония.
Входит в состав района Графство Бентхайм. Подчиняется управлению Нойенхаус. Население составляет 1305 человек (на 31 декабря 2010 года). Занимает площадь 19,26 км².
| Год  | Население |
| ---- | --------- |
| 1990 | 1141      |
| 1995 | 1181      |
| 2000 | 1277      |
| 2005 | 1345      |
| 2010 | 1324      |